# Уральский политехнический колледж
Государственное автономное профессиональное образовательное учреждение Свердловской области «Уральский политехнический колледж — Межрегиональный центр компетенций» (ГАПОУ СО «Уральский политехнический колледж-МЦК») — учебное заведение в Свердловской области.

## История
Колледж был основан в 1942 году при Уральском государственном техническом университете (в то время — Уральский индустриальный институт им. Кирова). В 1945 году состоялся первый выпуск. В 1947 году политехникум выделился в самостоятельное учебное заведение.

## Здание
Проект Уральского политехнического техникума (колледжа) разработан Свердловским отделением Всесоюзного проектного института «Промстройпроект» в 1952-53 годах. Коллектив авторов: главный инженер А.Ф. Коваленко, главный инженер Рубинштейн, старший архитектор Векслер В.И., старший архитектор Н.В. Режепп, инженер-конструктор А.А. Копылов и другие. Начало строительства —1950-е годы, сдача в эксплуатацию — в 1962 году.

Уральский политехнический техникум представляет собой четырехэтажное, кирпичное, сложное в плане, близкое к Ш-образной конфигурации здание. Главный южный фасад с поэтажными рядами оконных проемов имеет симметричную композицию с тремя ризалитами – центральным и боковыми. Центральный ризалит на семь оконных осей с восьмиколонным портиком большого ордера, охватывающим второй и четвертый этажи, завершен антаблементом, на фризе которого находится надпись с названием техникума, и венчающим ступенчатым аттиком. Боковые ризалиты с четырёхколонными стилизованными дорическими портиками, со второго по четвертый этажи, завершаются антаблементами. По вертикали фасад разделен подоконным карнизом 2-го этажа и завершается гладким фризом и карнизом. Окна главного фасада имеют прямоугольную форму. Окна центрального ризалита 1-го этажа выделены укрупненными размерами. Входы главного фасада расположены в трех центральных осях центрального ризалита и по центральной оси боковых ризалитов. Первый этаж оформлен горизонтальным рустом. Проемы 1-го этажа в верхней части имеют наличники в виде имитации каменной кладки с ографами. Оконные проемы верхних этажей лишены декоративного обрамления. Оконные проемы 1-го этажа углубленных частей фасада дополнены подоконными филенками. Боковой восточный фасад имеет двучастное решение. Повышенная часть, примыкающая к южному фасаду, решена аналогично его углубленным частям. Правая одноэтажная часть членится по вертикали межоконной тягой и венчающим профилированным карнизом. Высокие прямоугольные окна имеют гладкое обрамление в виде ниш с подоконными полочками. Западный фасад имеет симметричную композицию, центр которой выделен широким неглубоким ризалитом на шесть оконных осей. На уровне со второго по четвертый этаж ризалит оформлен трехчетвертными стилизованными дорическими колоннами, имитирующими портики. Фасад разделен подоконным карнизом второго этажа, завершается фризом и венчающим карнизом.— АКТ государственной историко-культурной экспертизы
научно-проектной документации на проведение работ по сохранению объекта культурного наследия регионального значения «Ансамбль градостроительный, 50 годы XX века: техникум политехнический», расположенный по адресу: Свердловская обл., г. Екатеринбург, пр. Ленина, 89

## Деятельность
В колледже обучаются около 2 500 студентов, в том числе около 2 000 студентов очной формы обучения.
Колледж готовит студентов по 19 специальностям, в том числе: техники, техники-технологи, техники-логисты, техники-операторы, операционные логисты, бухгалтера.
В 2015 году Уральский политехнический колледж, участвуя в международном движении WorldSkills, стал специализированным центром трёх компетенций: промышленная автоматика, прототипирование, электромонтаж.
Директор колледжа - Московкин Вячеслав Александрович.